# 哀愁のシンフォニー
「哀愁のシンフォニー」（あいしゅうのシンフォニー）は、1976年11月21日に発売されたキャンディーズの12枚目のシングル。

## 解説
- シングルの売上は解散コンサート時点で累計35万枚（CBS・ソニー調べ）[1]であった。
- 「哀愁のシンフォニー」のみ1977年4月発売のアルバム『キャンディーズ1+1⁄2〜やさしい悪魔〜』に収録された。
- サビは2声和音で、ほかはソロ、ユニゾン、3声和音とバラエティーに富む歌唱である。
- 2008年9月3日発売の『キャンディーズ・タイムカプセル』に、詞と曲の一部が異なるバージョンの「霧のわかれ」がボーナストラックとして収録されている。
- デビュー以来の曲調であるアイドル路線と異なるアダルト路線のバラードで注目を集め、ステージ衣装も従来のトレードマークであったフリフリやミニスカートではなく、白いワンピースドレスである。
- 本楽曲を舞台で披露する際に、サビの部分で客席から一斉に紙テープが投げられた。
- 曲名の「哀愁のシンフォニー」は、サンタナの「哀愁のヨーロッパ」から引用、とプロデュースした若松宗雄は言う[2][3]。

## 収録曲
両楽曲共に、作詞：なかにし礼／作曲：三木たかし
1. 哀愁のシンフォニー（3分44秒） - 編曲：馬飼野康二
2. 別れても愛して（3分59秒） - 編曲：三木たかし

## カバー
哀愁のシンフォニー
- クリスタル・スリー（1979年、LP『キャンディーズ・ディスコ・ヒート』でカバー。歌詞は英語（訳詞：MITSU NANAMI））